# كتاب الواضح بالحق
كتاب الواضح بالحق، المعروف باللغة اللاتينية باسم Liber denudationis، يعد أطروحة لاهوتية دفاعية قبطية عربية ضد الإسلام. كتب الأطروحة مسلم اعتنق المسيحية يسمى بولس بن رجاء حوالي عام 1010 في مصر الفاطمية. كان الغرض من الأطروحة تفنيد الإسلام على أساس القرآن والحديث. تُرجمت الأطروحة إلى اللاتينية في القرن الثالث عشر، ربما في توليدو بإسبانيا. كان تأثير الأطروحة المترجمة أكبر من تأثيرها بلغتها الأصلية.

## مؤلِّف الكتاب
الواضح بن رَجا هو مُعتَرِف من القرن العاشر، اعتَنَق الإيمَان المسيحيّ وكرَز به ودافَع عنه، واحتمَل في سبيل ذلك ضيقات كثيرة. وتَرِد ترجمته في مخطوط «سِيَر البِيعَة المُقَدَّسَة» كجزء من سيرة البابا فيلوثاؤس (البطريرك 63)، والذي امتدت حَبريته ما بين عامي 979–1003م، في زمن خِلافة العزيز بالله الفاطميّ (٩٧٥ - ٩٩٦م) وولده الحاكم بأمر الله (٩٩٦ - ١٠٢١م).

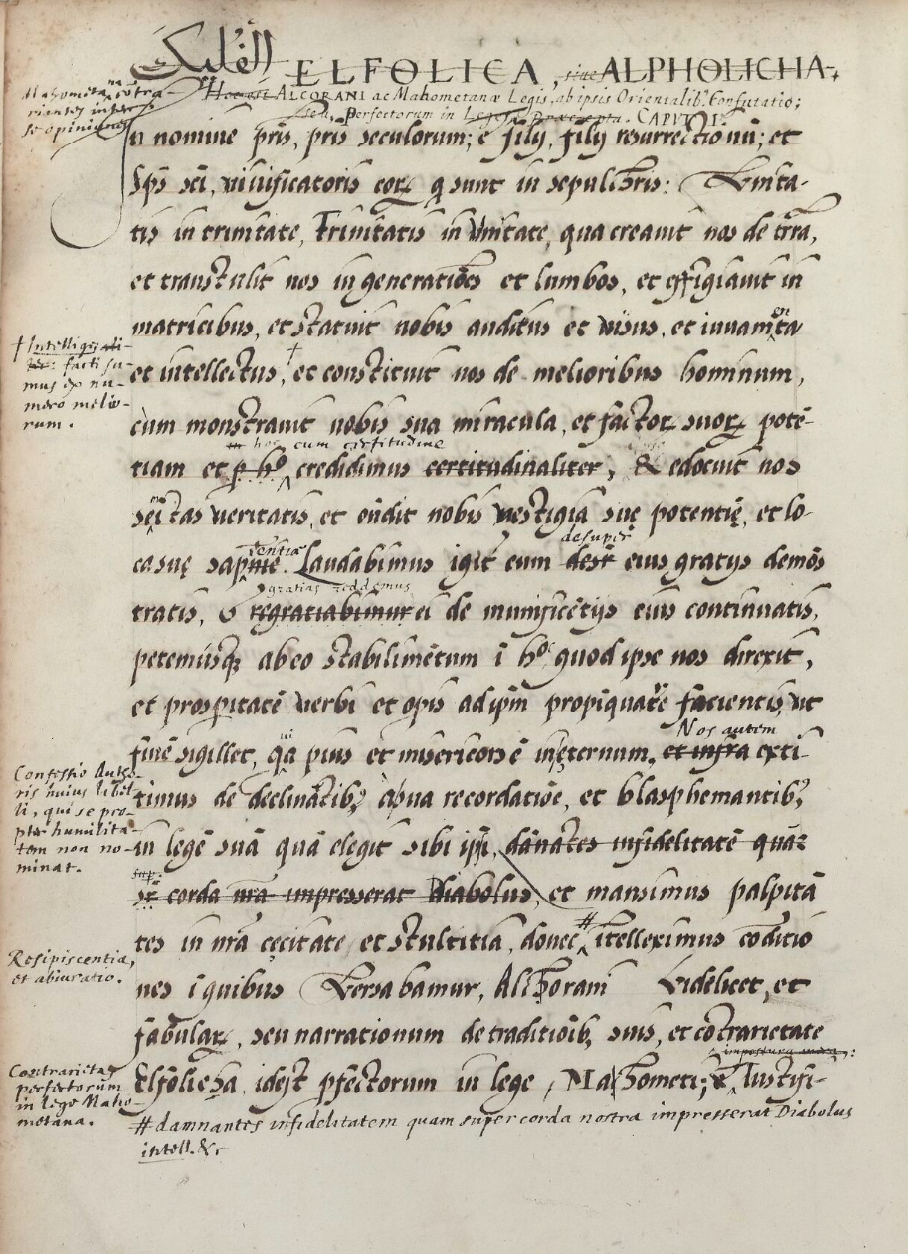
الصفحة الأولى من النسخة اللاتينية الوحيدة لكتاب الواضح بالحق في القرن السادس عشر

## العنوان
يعتبر عنوان كتاب الواضح بالحق من العناوين المعقدة. صعبت ترجمة العنوان العربي وتُرجمت بعدة طرق. كلمة الواضح والتي تعني الجلي الظاهر هي أيضًا لقب المؤلف. ويبدو أنه يشير إما إلى أن العمل صحيح (ضمنيًا، أصدق من القرآن) أو أنه بمعنى ما وحي مُوحى به من الله.
ترجم ديفيد برتينا الكتاب في أحدث أعماله الكتاب بعنوان The Truthful Exposer والتي تعني الواضح الصادق على الرغم من أنه اختار سابقًا عنوان Clarity in Truth والتي تعني الصدق في الحقيقة. كما ترجم العنوان باسم كتاب الأدلة؛ وكتاب الواضح، وكتاب ما هو واضح. ووفقًا لتاريخ بطاركة الإسكندرية، عُرف كتاب الوضح أيضًا باسم الإعتراف. يوجد هذا العنوان البديل أيضًا في نسختين لمخطوطتين.

## محتويات الكتاب

### التقسيمات
يبدو أن أقسام الفصول وعناوين كل من النسختين العربية واللاتينية كانت إضافات لاحقة إلى النص الأصلي. تنقسم النسخة العربية إلى ثلاثين فصلاً بالإضافة إلى مقدمة وخاتمة وملحق. تفتقر بعض الفصول العربية إلى العناوين. تنقسم النسخة اللاتينية إلى اثني عشر فصلًا، باعتبار الفصل الأول تمهيدي. وعلى الرغم من هذا الاختلاف في التقسيم، فإن ترتيب المحتوى هو نفسه.
قسم ديفيد برتينا نسخته العربية - الإنجليزية إلى 254 قسمًا مُرقّمًا.  يرى تشارلز لوهر أن العمل اللاتيني ينقسم بشكل طبيعي إلى خمسة أقسام: الفصول 1 - 2 تمهيدية، بينما تتعلق الفصول 3-5 بمحمد نبي الإسلام، وتتعلق الفصول 6-9 بالقرآن، أما الفصل العاشر فهو دفاع عن العقيدة المسيحية، ويعتبر الفصلين 11-12 كملاحق.

### ملخص
يبدأ العمل بدعاء مسيحي يذكرنا بالبسملة الإسلامية:
باسم الآب، وأب العصور، والابن، وابن القيامة، والروح القدس، مُحيي أولئك الموجودين في القبور، والمتحدون بالثالوث، رب الأرباب وإله الدنيا والأجيال.
تتابع المقدمة احمد لله، وشرح ارتداد المؤلف عن الإسلام، والغرض من كتابته، وهو "إيضاح خطأ وكفر المكذبين" من القرآن والحديث.
يصنف ابن رجاء المسلمين إلى أربع فئات: المسلمون تحت وطأة السيف، والمؤمنون المخلصون الذين يخدعهم الشيطان؛ ومجرد أتباع يستمرون في إيمان آبائهم دون إيمان حقيقي لأنه أفضل من الوثنية، والذين يتبعون الإسلام لأسباب دنيوية. ثم يستشهد بحديث توقع فيه محمد أن أتباعه سينقسمون إلى 73 طائفة ، واحدة منها فقط هي الناجية، يعتقد كل منها أنه هو تلك الفرقة الناجية.

مقدمة الكتاب باللغة العربية سنة 1565.

يتم الدفاع عن الكتاب المقدس المسيحي ضد ادعاء المسلمين بأنه مُحرّف. ويتبع ذلك هجوم على نبوة محمد، وهو الأمر الذي لم يتوقعه لا العهد القديم ولا العهد الجديد. يستشهد ابن رجاء بأحاديث ليبين أن محمد لم يقم بمعجزات. وبما أن نبوته لم تعتمد على وحي سابق ولا على معجزات، فقد اعتمدت على الجهاد.

## التاريخ النصي

### التاريخ والتأليف
لم يُكتب الكتاب قبل أغسطس 1009، لأنه يشير إلى مرور 400 عام منذ ذلك الحين، وفقًا لأحد الأحاديث، تنبأ محمد بأن العالم سينتهي في 100 عام. يشير هذا بشكل شبه مؤكد إلى عام 400 في التقويم الإسلامي، والذي بدأ في أغسطس1009. ربما اكتمل الكتاب بحلول عام 1012. وربما يكون قد كُتب خلال فترة شديدة من اضطهاد المسيحيين بدأها الخليفة الحاكم.
وُلد مؤلف الكتاب بولس بن رجاء في القاهرة لأسرة مسلمة في القرن التاسع وتلقى تعليمًا إسلاميًا. واعتنق المسيحية القبطية في ثمانينيات القرن التاسع وأصبح راهبًا ثم كاهنًا فيما بعد. وكتب عملين آخرين بالعربية أيضًا، إذ لم يكن يعرف القبطية. كُتب الكتاب في دير القديس مقار بوادي النطرون.

### التداول العربي
لا تُعرف كيفية انتشار الكتاب خارج مصر. ومن المحتمل أن يكون دير دير العذراء - السريان المصري هو الناقل الذي انتقل بواسطته إلى العالم السرياني. وانتشر بين أتباع الكنيسة السريانية الأرثوذكسية والموارنة. نُقل الكتاب العربي في وقت ما إلى الأندلس، حيث انتشر بين المستعربين، وهم المسيحيين الأصليين الناطقين بالعربية.  وفي عام 1013-1014، سمح الحاكم للمسيحيين بمغادرة مصر مع متعلقاتهم. ومن المحتمل أن يكون اللاجئون قد أحضروا نسخة من الكتاب إلى الغرب في هذا الوقت. ويبدو أن بعض النصوص القبطية العربية ظهرت في الغرب نتيجة الاتصال القبطي الغربي أثناء الحروب الصليبية، وخاصة الحملة الصليبية الخامسة (1217-1221م).

### الترجمة اللاتينية

صفحة المقدمة للنسخة اللاتينية الوحيدة

أجمعت الأوساط العلمية أن الترجمة اللاتينية تمت في إسبانيا في القرن الثالث عشر. ربما تمت ترجمته بواسطة مارك توليدو أو فريقه حوالي عام 1210. نُسِخت المخطوطة اللاتينية الوحيدة بعد ترجمة مرقس اللاتينية للقرآن. كما يوجد اقتراح آخر بأن الكتاب تُرجم في الدومينيكان تحت رعاية رئيس الأساقفة بطليطلة رودريغو خيمينيز دي رادا ( المولود في 1209والمتوفي في 1247م). وباعتبار أن رامون مارتي الذي استفاد من العمل قدم النص اللاتيني وليس العربي، فقد تُرجم الكتاب قبل عام 1210.

### المخطوطات
حُفظ الكتاب كليًا أو جزئيًا في أربع مخطوطات عربية. كانت النسخة العربية الكاملة الوحيدة في مجموعة خاصة في القاهرة، لكن مكانها الحالي غير معروف. وتوجد نسخة متأخرة من المخطوطة وتم رقمنتها. يعود تاريخ تلك النسخة إلى القرن الثامن عشر أو التاسع عشر، لكن محتواها دقيق حيث يمكن التحقق منه مقابل مصادر أخرى.
وردت الفصول 21-26 من الكتاب في مخطوطة نُسِخت في دير السيدة قنوبين المارونيّة عام 1470. وهي الآن في المكتبة الوطنية الفرنسية بباريس، وهو مكتوبة باللغة الكرشونية، أي العربية بالخط السرياني، وتحديدًا من نوع سيرتو. توجد المقدمة ومعظم الفصول 1-3 في مخطوطة في حلب بمؤسسة جورج وماتيلد سالم، والتي نسخها عبد المسيح المهدي عام 1565، والذي نسخ أيضًا سيرة ابن رجاء من تاريخ البطاركة. توجد الآن نسخة جزئية نُشرت عام 1760 في دير القديس أنطونيوس، مصنفة بتاريخ القرن الحادي عشر.
بقيت الترجمة اللاتينية الوحيدة للكتاب موجودة في باريس بالمكتبة الوطنية الفرنسية. نُسخ مرةً أخرى في إيطاليا في أواخر القرن السادس عشر  تحتوي النسخة على شروح موسعة أُضيفت في القرن السابع عشر. وفي أوائل القرن الرابع عشر، اقتبس ريكولدو دا مونتي دي كروس منه وأعاد صياغته على نطاق واسع في كتابه Contra legem Sarracenorum، الموجود في العديد من المخطوطات.

## شعبية الكتاب

### الجمهور الأصلي
يبدو أن الجمهور المستهدف لابن رجاء قد شمل كلا من المسيحيين والمسلمين. يقوم ابن رجاء أحيانًا بتعليم القراء المسيحيين كيفية الرد على النقاد المسلمين. ويشير في بعض الأحيان إلى المسلمين بـ "هم"، بينما يشير إليهم مباشرةً في أحيان أخرى بالضمير"أنتم". وتتضمن مقدمته دعاءً إلهيًا لارتداد قرائه المسلمين: "وفقك الله لطاعته كما هدانا، وأرشدك إلى طريق الحق كما أرانا، وهداك إلى دينه الذي هو عليه واختاره لنفسه كما أرشدنا".
ربما كان ابن رجاء على دراية بالمناقشات المسيحية الإسلامية بسبب قرب والده من البلاط الفاطمي، حيث انتشرت مثل هذه المناقشات. ويوحي اقتباسه من الحديث بأن كلاً من المسلمين السنة والإسماعيليين كانوا من بين جمهوره المستهدف.

### تأثير الكتاب
كان الكتاب من أكثر الأعمال تأثيرًا على الإسلام في أوروبا الغربية في العصور الوسطى المتأخرة. استند ريموندو مارتيني (المتوفى 1284م) النسخة العربية في كتابته لكتابيه Explanatio simboli apostolorum و De seta Machometi. كما استخدم رامون لول (المتوفي عام 1316) النص العربي أيضًا في كتابه Liber de fine، والذي اقترح إعطاءه للأسرى المسلمين لقراءته.
نبع تأثير الكتاب من الاستشهاد بمصادر إسلامية ودقته الأساسية. استُخخدم الكتاب بشكل أقل في الشرق الأوسط. ومن الواضح استخدام ابن العبري (المتوفى عام 1286م) في كتابه السرياني كتاب الشعاع، على الرغم من أنه لم يذكره. كما استُشهد بالكتاب في طبعة حديثة من نصوص الشيعة بناءً على مخطوطة عند شهاب الدين المرعشي النجفي. ومن غير الواضح كيفية انتشار الكتاب بين الأوساط الشيعية.

## فهرس
- Bertaina، David (2014a). "A Medieval Coptic Convert's Analysis of Islam: The Kitāb al-Wāḍiḥ bi-l-ḥaqq of Būluṣ ibn Rağāʾ". Parole de l'Orient. ج. 39: 181–201.
- Bertaina، David (2014b). "Ḥadīth in the Christian Arabic Kalām of Būluṣ Ibn Rajāʾ (c. 1000)". Intellectual History of the Islamicate World. ج. 2 ع. 1–2: 267–286. DOI:10.1163/2212943X-00201016.
- Bertaina، David (2018). "Būluṣ ibn Rajāʾ on the History and Integrity of the Qurʾan: Copto-Islamic Controversy in Fatimid Cairo". في Mark Beaumont (المحرر). Arab Christians and the Qurʾan from the Origins of Islam to the Medieval Period. Brill. ص. 174–195. DOI:10.1163/9789004360747_010.
- Bertaina، David (2020). "The Arabic Version of the Liber Denudationis: How Fāṭimid Controversies Shaped Medieval European Views of Islam". Islam and Christian–Muslim Relations. ج. 31 ع. 4: 425–443. DOI:10.1080/09596410.2021.1872925.
- Bertaina، David (2021). Būluṣ ibn Rajāʾ: The Fatimid Egyptian Convert Who Shaped Christian Views of Islam. Brill.
- Burman، Thomas E. (1991a). Spain's Arab Christians and Islam, c. 1050–1200: The Text of the "Liber denudationis" (alias "Contrarietas alfolica") and Its Intellectual Milieu (PhD dissertation). University of Toronto. بروكويست NN69396
- Burman، Thomas E. (1991b). "The Influence of the Apology of Al-Kindī and Contrarietas alfolica on Ramon Lull's Late Religious Polemics, 1305–1313". Mediaeval Studies. ج. 53: 197–228. DOI:10.1484/J.MS.2.306386.
- Burman، Thomas E. (1994). Religious Polemic and the Intellectual History of the Mozarabs, c. 1050–1250. Brill.
- Burman، Thomas E. (2011). "Liber denudationis". في David Thomas؛ Alex Mallett (المحررون). Christian–Muslim Relations: A Bibliographical History. Brill. ج. 3 (1050–1200). ص. 414–417.
- Di Cesare، Michelina (2012). The Pseudo-Historical Image of the Prophet Muhammad in Medieval Latin Literature: A Repertory. De Gruyter.
- Echevarría، Ana (2005). "Eschatology or Biography? Alfonso X, Muhammad's Ladder and a Jewish Go-Between". في Leyla Rouhi؛ Cynthia Robinson (المحررون). Under the Influence: Questioning the Comparative in Medieval Castile. Brill. ص. 133–152.
- Frederick، Vincent (1991). "Wadih Ibn Raja', Al-". في Aziz Suryal Atiya (المحرر). The Coptic Encyclopedia. New York: Macmillan Publishers. ج. 7. col. 2311a. مؤرشف من الأصل في 2024-07-07.
- Lohr، Charles (1968). "Ramon Lull, Liber Alquindi and Liber Telif" (PDF). Estudios Lulianos. ج. 12: 145–160. مؤرشف من الأصل (PDF) في 2023-03-14.
- Swanson، Mark N. (2010). "Būluṣ ibn Rajāʾ". في David Thomas؛ Alex Mallett (المحررون). Christian–Muslim Relations: A Bibliographical History. Brill. ج. 2 (900–1050). ص. 541–546.